# Medicejská knihovna ve Florencii
Medicejská knihovna sv. Vavřince ve Florencii (italsky Biblioteca Medicea Laurenziana, zkr. též Laurenziana) je slavná knihovna v italské Florencii, známá díky svým rukopisům. Knihovna je přístupná veřejnosti jako Biblioteca pubblica statale a spadá pod správu italského ministerstva kultury a turismu.

## Historie

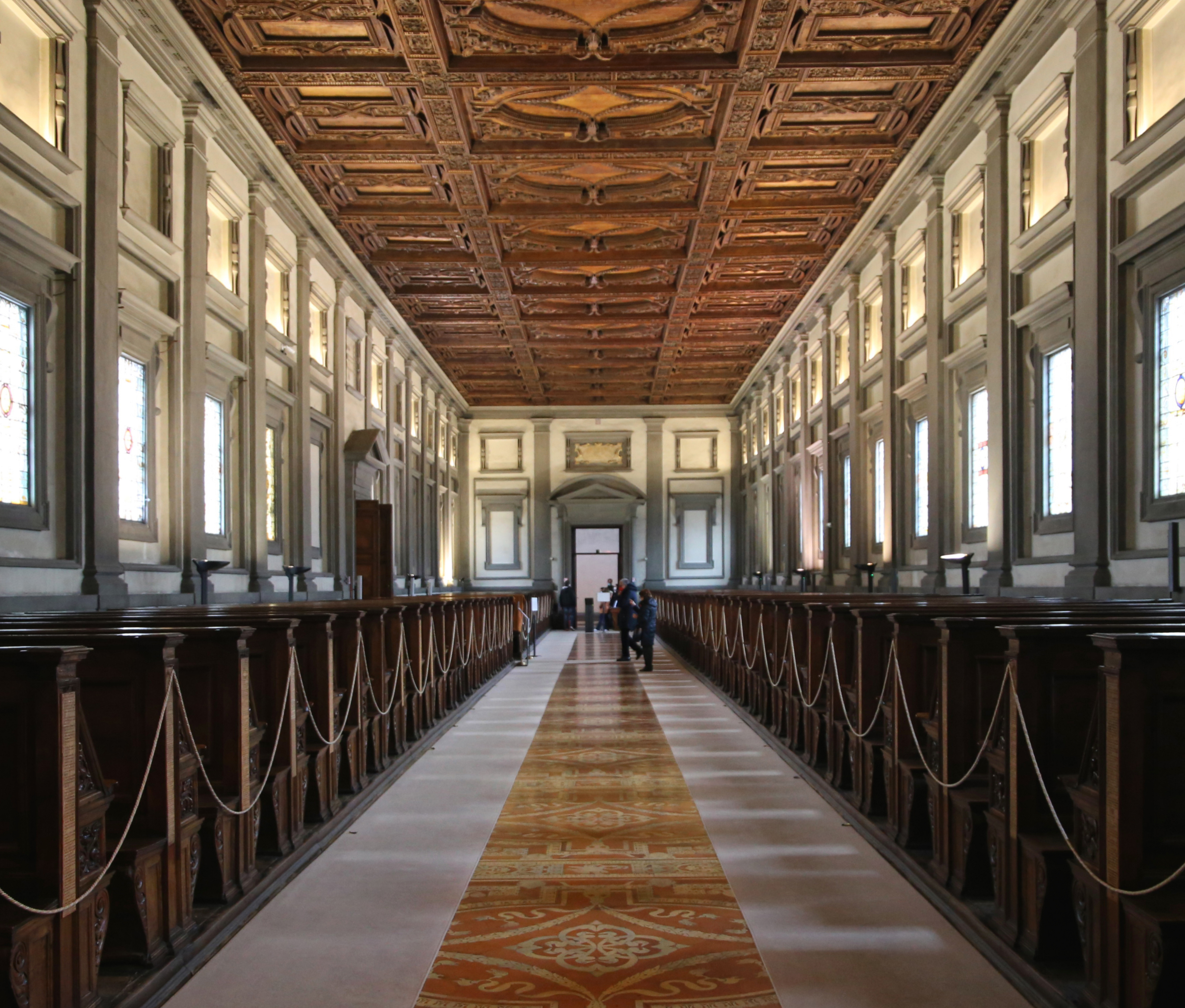
Čítárna Medicejské knihovny, dle návrhu Michelangela Buonarrotiho. Průchod mezi lavicemi, vybavený nákladnými kamennými mozaikami, je v současné době chráněn po stranách běhouny.

Středověkou knihovnu založil v roce 1441 Cosimo Medicejský, v raném období vlády rodu Medicejských a od roku 1560 se nachází v klášteře baziliky svatého Vavřince, dřívějším Medicejském rodovém kostele. Své pojmenování Laurenziana nese podle Cosimova vnuka, Lorenza I. Medicejského (1449–1492), který ji významně rozšířil.